# Come on Over (Olivia Newton-John)
Come on Over è un album in studio della cantante australiana Olivia Newton-John, pubblicato nel 1976.

## Tracce
Side 1
1. Jolene (Dolly Parton) – 3:07
2. Pony Ride (Diane Berglund, Jim Phillips) – 3:58
3. Come on Over (Barry Gibb, Robin Gibb) – 3:38
4. It'll Be Me (John Farrar) – 3:28
5. Greensleeves (trad; arr. e adatt. Olivia Newton-John) – 3:40
6. Blue Eyes Crying in the Rain (Fred Rose) – 2:22

Side 2
1. Don't Throw It All Away (Gary Benson, David Mindel) – 2:54
2. Who Are You Now? (Bruce Hart, Stephen Lawrence) – 2:54
3. Smile for Me (Rory Bourke) – 3:05
4. Small Talk and Pride (John Farrar) – 3:50
5. Wrap Me in Your Arms (Harlan Collins) – 3:04
6. The Long and Winding Road (John Lennon, Paul McCartney) – 4:24